# Музей парка Банф
Музей парка Банф (англ. Banff Park Museum) — естественнонаучный музей и национальный исторический памятник Канады, расположенный в центре города Банф (Альберта), представляет собой выставочное пространство, связанное с Национальным парком Банф. Основан в 1895 году для экспозиции таксидермических образцов животных, а также для растений и минералов, встречающихся в парке. Здание построено в 1903 году по проекту территориального государственного инженера Джона Стокса, является ранним примером деревенского стиля архитектуры, который стал популярным в парках Северной Америки.

## История

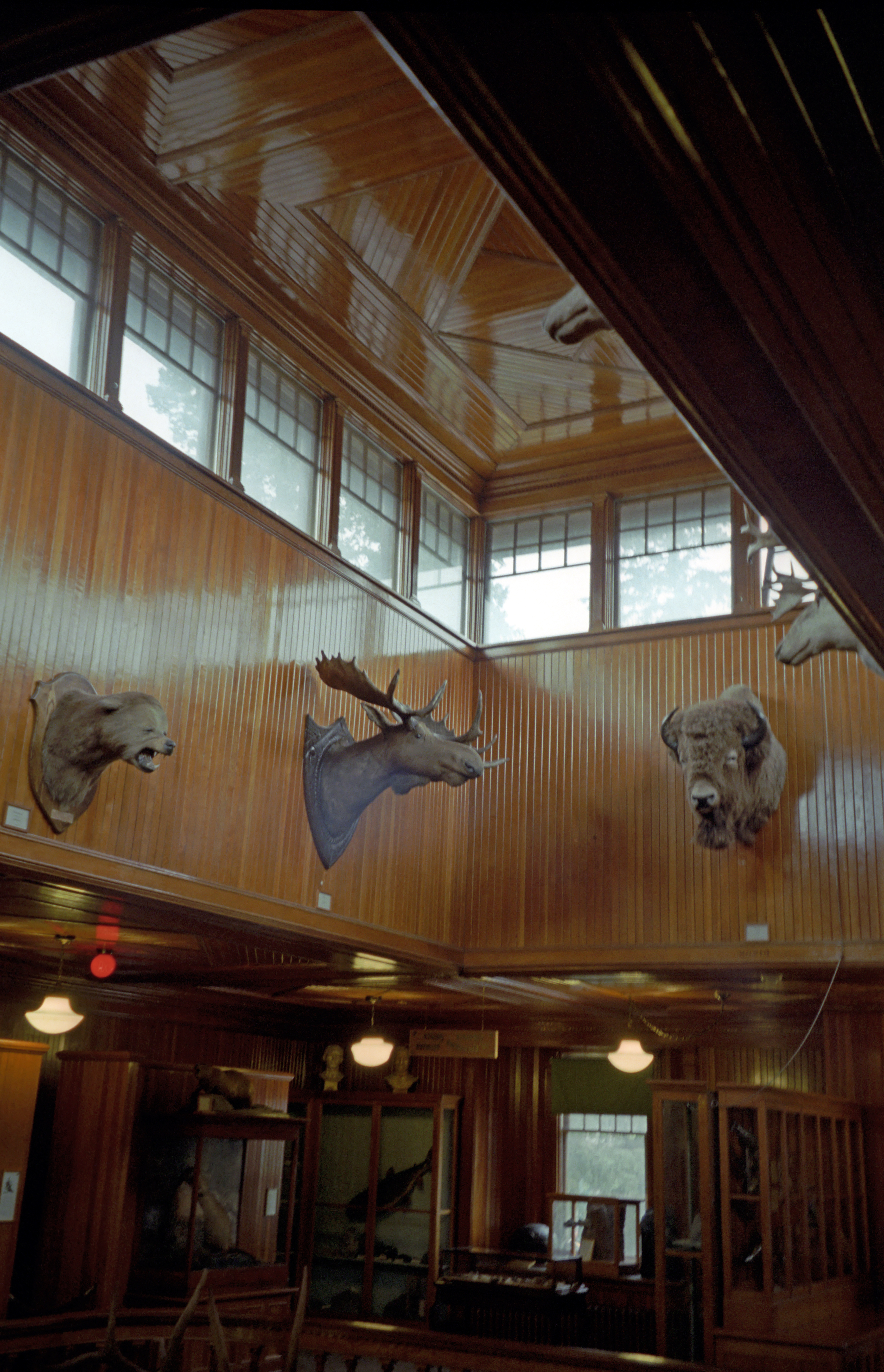
Интерьер и музейная экспозиция

В 1896—1932 годах куратором музея был Норман Бетьюн Сансон. Он расширил коллекцию из восьми млекопитающих, 259 птиц, черепах и различных минеральных и ботанических образцов до нынешней коллекции из 5 тыс. экспонатов. Здание описывается как «железнодорожная пагода», в нём используются открытые бревенчатые обрамления и деревенские детали. Это старейшее здание, обслуживаемое парками Канады. Музей был объявлен Национальным историческим памятником Канады в 1985 году и был классифицирован как историческое сооружение в следующем году.
С 1905 по 1937 год на территории за музеем действовал небольшой зоопарк с коллекцией животных, многие из которых были экзотическими или не коренными жителями. На пике в 1914 году было 36 птиц в вольере и 50 млекопитающих. Зоопарк был сокращён в 1930-х годах, закрыт в 1937 году и снесён в 1939 году Сорок шесть животных были переданы в зоопарк Калгари, включая волков, рысей и чёрных, ко́ричных (подвид чёрного) и белых медведей.